# Helmholtzplatz
De Helmholtzplatz is een rechthoekig plein in het Berlijnse stadsdeel Prenzlauer Berg, district Pankow.
Het plein is genoemd naar de natuurkundige Hermann von Helmholtz. Het ruim van groen voorziene plein met verschillende kinderspeelpleinen ligt op ongeveer drie meter boven de omliggende woonstraten Raumerstraße, Lychener Straße, Lettestraße en Dunckerstraße en vervult een parkfunctie voor de bewoners.
De Helmholtzplatz ligt in het dichtbevolkte gebied in het noordoosten van Berlijn, dat begrensd wordt door de Schönhauser Allee, de Danziger Straße, de Prenzlauer Allee en de Ringbahn. In de omgangstaal wordt het gebied ook Helmholtzkiez genoemd.
In het plan van Hobrecht uit 1862, dat ook bebouwing voorzag van het toen nog voor landbouw gebruikte Windmühlenberg, droeg het plein de omschrijving "D XII". In 1885 werd in het gebied een steenbakkerij gesloopt voor woningen. Het plein kreeg zijn huidige naam in 1897.

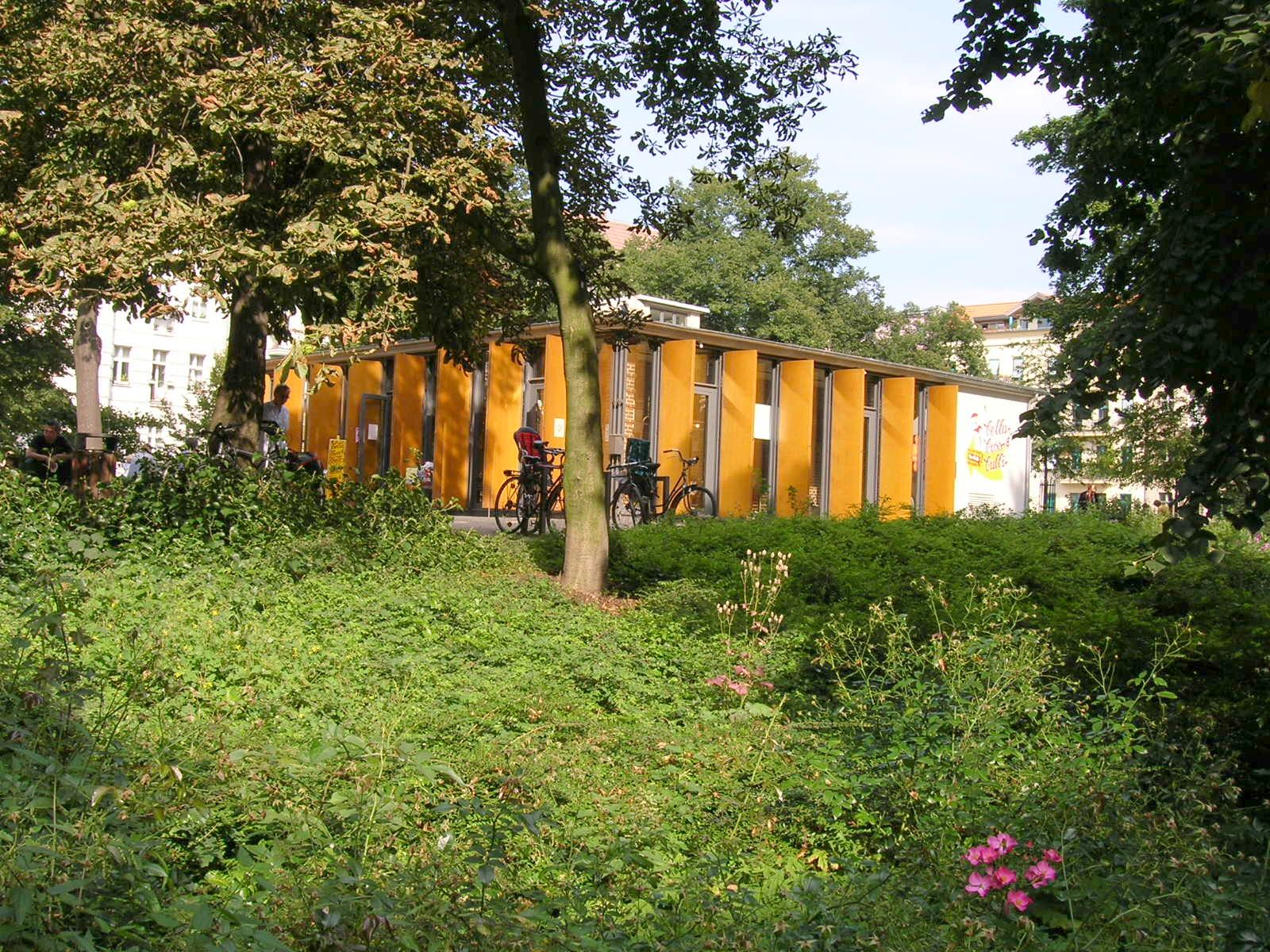
Trafohaus